# Seriously Live! World Tour
Die Seriously Live! World Tour war die dritte Solo-Konzerttournee des britischen Sängers und Schlagzeugers Phil Collins, die er im Anschluss an die Veröffentlichung seines vierten Solo-Albums … But Seriously absolvierte. Die Tour begann am 26. Februar 1990 im japanischen Nagoya und endete am 2. Oktober desselben Jahres in New York City. Collins und seine Band gaben insgesamt 127 Konzerte in Japan, Australien, Europa und Nordamerika und spielten dabei in kleinen Theatern, Amphitheatern, großen Hallen und sogar Stadien. Es war zudem das erste Mal seit nahezu drei Jahren, dass sich Collins wieder live auf Konzertbühnen präsentierte, nachdem er zwischen 1980 und 1987 entweder solo, mit Genesis oder als Tour-Drummer (u. a. für Eric Clapton) jedes Jahr mehrere Monate auf Tour gewesen war.

## Hintergrund
Ein besonderer Blickfang der Shows war der Bühnenaufbau, der an ein Jahrmarkt-Karussell erinnerte. Zu Beginn des Auftakt-Songs Hand in Hand öffneten sich die Lamellen des Karussells und gaben den Blick auf die Bühne frei, zum Ende der letzten Zugabe Take Me Home schlossen sie sich wieder, während Collins allein im vorderen Bereich der Bühne stehen blieb und gemeinsam mit dem Publikum die letzten Zeilen des Songs sang.
In Anlehnung an den Titel des Albums … But Seriously und dem Tournee-Motto Seriously Live! firmierten Collins und seine Begleitband auf dieser Tour unter dem Namen Phil Collins, the Ten Serious Guys... and one even more Serious Gal. Gegenüber der No Jacket Required World Tour (1985) hatte sich die Band durch zwei Personalwechsel und der Aufnahme von Backgroundsängern verändert. Der Trompeter Michael Harris hatte bereits 1986 die Phenix Horns verlassen und war durch Harry Kim ersetzt worden. Ebenfalls ausgestiegen war der Keyboarder Peter Robinson, der sich zunehmend dem Komponieren von Filmmusik widmete. Für ihn kam der von Gitarrist Daryl Stuermer vorgeschlagene US-amerikanische Keyboarder Brad Cole neu in die Band, der zuvor u. a. mit Gino Vannelli, Frank Zappa und Michael Bolton gespielt hatte. Ebenfalls entschied sich Collins dazu, für diese Tournee erstmals Backgroundsänger zu engagieren, um sich gesanglich etwas zu entlasten. Sowohl Harry Kim, als auch Brad Cole und der Backgroundsänger Arnold McCuller begleiten Collins seit 1990 auf jeder seiner Solo-Tourneen.
Die Setlist der Tour war mit mehr als 20 Liedern, gleichbedeutend mit mindestens zweieinhalb Stunden Konzertdauer, relativ umfangreich und wurde im Gegensatz zu denen auf Collins’ vorherigen Tourneen öfters geändert. So wurden beispielsweise die zu dem Zeitpunkt aktuellen Songs All of My Life, I Wish It Would Rain Down, Heat on the Street und Find a Way to My Heart bereits nach kurzer Zeit wieder aus dem Set gestrichen und das anfangs noch gespielte Behind the Lines wurde durch Who Said I Would ersetzt. Doesn't Anybody Stay Together Anymore, das 1985 bei der Tour zu No Jacket Required noch unberücksichtigt geblieben war und mit dieser Tournee seine Live-Premiere hatte, wurde zunächst noch in der Originalversion, später dann in einer langsameren, jazz-artigen Version gespielt. Ebenfalls in einer veränderten (rocklastigeren) Version wurde zum Ende der Tour The Roof is Leaking dargeboten.
Auffällig war außerdem die Integration diverser Filmsong-Beiträge von Collins in die Setlist. Against All Odds (Take a Look at Me Now) wurde jedoch bereits 1985 live dargeboten. Separate Lives (aus White Nights, 1985), sowie Two Hearts und A Groovy Kind of Love (aus Buster, 1988) veröffentlichte Collins hingegen erst nach Abschluss der 1985er Tour. Two Hearts wird von Collins zudem seit 1990 fast immer im Medley mit You Can’t Hurry Love gespielt.
Ebenfalls seine Live-Premiere feierte auf der 1990er Tour der Song Easy Lover, den Collins ursprünglich 1984 gemeinsam mit Earth,-Wind-and-Fire-Sänger Philip Bailey für dessen Album Chinese Wall aufgenommen hatte. Auf dieser Tour sang Collins den Song gemeinsam mit seinen Backgroundsängern Arnold McCuller und Fred White im Zugabenblock. Zu den Zugaben gehörte auch das 1925 von Irving Berlin geschriebene und für diese Tour umarrangierte Lied Always, das laut Collins eines der Lieblingslieder seiner Mutter June gewesen sei.
Während der Tour entstand aus den Aufnahmen verschiedener Konzerte das erfolgreiche Live-Album Serious Hits... Live!, das nur einen Monat nach Tourabschluss im November 1990 erschien und von Phil Collins in einem Interview als „eine Art Greatest Hits-Album mit Live-Versionen“ beschrieben wurde. Der Schwerpunkt des Albums auf Collins’ größte Hits wurde allerdings auch oft von Fans bemängelt, die einen kompletten Konzertmitschnitt bevorzugten. Dieser erschien dann tatsächlich kurze Zeit später als Kaufvideo unter dem Titel Seriously Live in Berlin und beinhaltete das ungeschnittene Konzert vom 15. Juli 1990 in der Berliner Waldbühne in voller Länge. Diese Show wurde zuvor in Deutschland live in den dritten Programmen der ARD übertragen. 2003 wurde das Berliner Konzert unter dem Titel Serious Hits... Live! auf DVD wiederveröffentlicht.
Ebenfalls live übertragen wurde im US-amerikanischen Pay-TV das Abschlusskonzert der Tour am 2. Oktober 1990 im New Yorker Madison Square Garden. Aufnahmen dieses Konzertes (Saturday Night and Sunday Morning und Colours) erschienen 1991 auf dem Kaufvideo ...But Seriously, the Videos. Dieses Video enthält außerdem Liveaufnahmen der Songs All of My Life, Heat on the Street und Find a Way to My Heart, die im März 1990 bei den Shows in Sydney aufgezeichnet wurden.
Während der Tour entstanden außerdem die Videoclips zu Something Happened on the Way to Heaven (gedreht im Februar 1990 bei den Tourproben in den Bray Film Studios in Windsor) und That's Just the Way It Is (gedreht während eines Soundchecks in der Frankfurter Festhalle im Mai 1990.)

## Setlists

### Setlist Japan/Australien (Februar – April 1990)
1. Hand in Hand
2. Hang In Long Enough
3. Behind the Lines
4. Against All Odds (Take a Look at Me Now)
5. Doesn't Anybody Stay Together Anymore
6. All of My Life
7. Don’t Lose My Number
8. Do You Remember?
9. Something Happened on the Way to Heaven
10. Another Day in Paradise
11. Separate Lives
12. I Wish It Would Rain Down
13. Saturday Night and Sunday Morning
14. The West Side
15. That’s Just the Way It Is
16. Heat on the Street
17. One More Night
18. Colours
19. In the Air Tonight
20. You Can’t Hurry Love
21. Two Hearts
22. Find a Way to My Heart
23. Sussudio
24. A Groovy Kind of Love
25. Easy Lover
26. Always
27. Take Me Home

### Setlist Europa (April – Mai 1990)
1. Hand in Hand
2. Hang In Long Enough
3. Who Said I Would
4. Against All Odds (Take a Look at Me Now)
5. Doesn't Anybody Stay Together Anymore
6. All of My Life
7. Don't Lose My Number
8. Do You Remember?
9. Something Happened on the Way to Heaven
10. Another Day in Paradise
11. Separate Lives
12. I Wish It Would Rain Down (gelegentlich)
13. Saturday Night and Sunday Morning
14. The West Side
15. That's Just the Way It Is
16. Heat on the Street
17. One More Night
18. Colours
19. In the Air Tonight
20. You Can't Hurry Love
21. Two Hearts
22. Find a Way to My Heart (nur in Brüssel)
23. Sussudio
24. A Groovy Kind of Love
25. Easy Lover
26. Always
27. Take Me Home

### Setlist Nordamerika/Europa (Mai – Juli 1990)
1. Hand in Hand
2. Hang In Long Enough
3. Against All Odds (Take a Look at Me Now)
4. Don't Lose My Number
5. Inside Out
6. Do You Remember?
7. Who Said I Would
8. Another Day in Paradise
9. Separate Lives
10. Saturday Night and Sunday Morning
11. The West Side
12. That's Just the Way It Is
13. Something Happened on the Way to Heaven
14. Doesn't Anybody Stay Together Anymore
15. One More Night
16. Colours
17. In the Air Tonight
18. You Can't Hurry Love
19. Two Hearts
20. Sussudio
21. A Groovy Kind of Love
22. Easy Lover
23. Always
24. Take Me Home

### Setlist Nordamerika (August – Oktober 1990)
1. Hand in Hand
2. Hang In Long Enough
3. Against All Odds (Take a Look at Me Now)
4. Don't Lose My Number
5. Inside Out
6. Do You Remember?
7. Who Said I Would?
8. Another Day in Paradise
9. Separate Lives
10. Saturday Night and Sunday Morning
11. The West Side
12. That's Just the Way It Is
13. Something Happened on the Way to Heaven
14. The Roof is Leaking (nicht immer)
15. One More Night
16. Colours
17. In the Air Tonight
18. You Can't Hurry Love
19. Two Hearts
20. Sussudio
21. A Groovy Kind of Love
22. Easy Lover
23. Always
24. Take Me Home

## Tourdaten
| Nr.                  | Datum                | Stadt                | Land                 | Veranstaltungsort                          | Anmerkungen                  |
| Leg 1 – Australasien | Leg 1 – Australasien | Leg 1 – Australasien | Leg 1 – Australasien | Leg 1 – Australasien                       | Leg 1 – Australasien         |
| -------------------- | -------------------- | -------------------- | -------------------- | ------------------------------------------ | ---------------------------- |
| 1                    | 26. Februar 1990     | Nagoya               | Japan                | Rainbow Hall                               |                              |
| 2                    | 27. Februar 1990     | Osaka                | Japan                | Ōsaka-jō Hall                              |                              |
| 3                    | 28. Februar 1990     | Osaka                | Japan                | Ōsaka-jō Hall                              |                              |
| 4                    | 3. März 1990         | Hiroshima            | Japan                | Sun Plaza Hall                             |                              |
| 5                    | 5. März 1990         | Yokohama             | Japan                | Yokohama Arena                             |                              |
| 6                    | 6. März 1990         | Tokio                | Japan                | Yoyogi Olympic Pool                        |                              |
| 7                    | 7. März 1990         | Tokio                | Japan                | Yoyogi Olympic Pool                        |                              |
| 8                    | 8. März 1990         | Tokio                | Japan                | Yoyogi Olympic Pool                        |                              |
| 9                    | 9. März 1990         | Tokio                | Japan                | Yoyogi Olympic Pool                        |                              |
| 10                   | 13. März 1990        | Sydney               | Australien           | Entertainment Centre                       |                              |
| 11                   | 14. März 1990        | Sydney               | Australien           | Entertainment Centre                       |                              |
| 12                   | 15. März 1990        | Sydney               | Australien           | Entertainment Centre                       |                              |
| 13                   | 17. März 1990        | Brisbane             | Australien           | Entertainment Centre                       |                              |
| 14                   | 18. März 1990        | Brisbane             | Australien           | Entertainment Centre                       |                              |
| 15                   | 21. März 1990        | Melbourne            | Australien           | National Tennis Centre                     |                              |
| 16                   | 23. März 1990        | Melbourne            | Australien           | National Tennis Centre                     |                              |
| 17                   | 24. März 1990        | Melbourne            | Australien           | National Tennis Centre                     |                              |
| 18                   | 25. März 1990        | Melbourne            | Australien           | National Tennis Centre                     |                              |
| 19                   | 27. März 1990        | Sydney               | Australien           | Entertainment Centre                       |                              |
| 20                   | 28. März 1990        | Sydney               | Australien           | Entertainment Centre                       |                              |
| 21                   | 29. März 1990        | Sydney               | Australien           | Entertainment Centre                       |                              |
| 22                   | 31. März 1990        | Adelaide             | Australien           | Memorial Drive Tennis Centre               |                              |
| 23                   | 4. April 1990        | Perth                | Australien           | Entertainment Centre                       |                              |
| 24                   | 5. April 1990        | Perth                | Australien           | Entertainment Centre                       |                              |
| Leg 2 – Europa       |                      |                      |                      |                                            |                              |
| 25                   | 16. April 1990       | Brüssel              | Belgien              | Forest National                            |                              |
| 26                   | 17. April 1990       | Paris                | Frankreich           | Palais Omnisport de Bercy                  |                              |
| 27                   | 18. April 1990       | Paris                | Frankreich           | Palais Omnisport de Bercy                  |                              |
| 28                   | 19. April 1990       | Paris                | Frankreich           | Palais Omnisport de Bercy                  |                              |
| xx                   | 20. April 1990       | Paris                | Frankreich           | Palais Omnisport de Bercy                  | verlegt auf den 23. Mai 1990 |
| 29                   | 22. April 1990       | London               | England              | Royal Albert Hall                          |                              |
| 30                   | 23. April 1990       | London               | England              | Royal Albert Hall                          |                              |
| 31                   | 24. April 1990       | London               | England              | Royal Albert Hall                          |                              |
| 32                   | 25. April 1990       | London               | England              | Royal Albert Hall                          |                              |
| 33                   | 26. April 1990       | London               | England              | Royal Albert Hall                          |                              |
| 34                   | 28. April 1990       | London               | England              | Wembley Arena                              |                              |
| 35                   | 29. April 1990       | London               | England              | Wembley Arena                              |                              |
| 36                   | 30. April 1990       | London               | England              | Wembley Arena                              |                              |
| 37                   | 1. Mai 1990          | London               | England              | Wembley Arena                              |                              |
| 38                   | 2. Mai 1990          | London               | England              | Wembley Arena                              |                              |
| 39                   | 4. Mai 1990          | Rotterdam            | Niederlande          | Sportpaleis Ahoy’                          |                              |
| xx                   | 5. Mai 1990          | Hamburg              | Deutschland          | Alsterdorfer Sporthalle                    |                              |
| 40                   | 6. Mai 1990          | Kopenhagen           | Danemark             | Valby-Hallen                               |                              |
| 41                   | 7. Mai 1990          | Göteborg             | Schweden             | Scandinavium                               |                              |
| 42                   | 8. Mai 1990          | Stockholm            | Schweden             | Globen                                     |                              |
| 43                   | 10. Mai 1990         | Frankfurt am Main    | Deutschland          | Festhalle                                  |                              |
| 44                   | 11. Mai 1990         | Frankfurt am Main    | Deutschland          | Festhalle                                  |                              |
| 45                   | 12. Mai 1990         | München              | Deutschland          | Olympiahalle                               |                              |
| 46                   | 13. Mai 1990         | München              | Deutschland          | Olympiahalle                               |                              |
| 47                   | 15. Mai 1990         | Zürich               | Schweiz              | Hallenstadion                              |                              |
| 48                   | 16. Mai 1990         | Mailand              | Italien              | Palatrussardi                              |                              |
| 49                   | 17. Mai 1990         | Rom                  | Italien              | PalaEUR                                    |                              |
| 50                   | 19. Mai 1990         | Lyon                 | Frankreich           | Halle Tony Garnier                         |                              |
| 51                   | 20. Mai 1990         | Nîmes                | Frankreich           | Les Arènes                                 |                              |
| 52                   | 21. Mai 1990         | Barcelona            | Spanien              | Palau Municipal d'Esports                  |                              |
| 53                   | 22. Mai 1990         | Madrid               | Spanien              | Palacio de los Deportes                    |                              |
| 54                   | 23. Mai 1990         | Paris                | Frankreich           | Palais Omnisport de Bercy                  |                              |
| Leg 3 – Nordamerika  |                      |                      |                      |                                            |                              |
| 55                   | 31. Mai 1990         | Uniondale            | Vereinigte Staaten   | Nassau Veterans Memorial Coliseum          |                              |
| 56                   | 1. Juni 1990         | Uniondale            | Vereinigte Staaten   | Nassau Veterans Memorial Coliseum          |                              |
| 57                   | 2. Juni 1990         | Uniondale            | Vereinigte Staaten   | Nassau Veterans Memorial Coliseum          |                              |
| 58                   | 3. Juni 1990         | East Rutherford      | Vereinigte Staaten   | Brendan Byrne Arena                        |                              |
| 59                   | 4. Juni 1990         | East Rutherford      | Vereinigte Staaten   | Brendan Byrne Arena                        |                              |
| 60                   | 6. Juni 1990         | Mansfield            | Vereinigte Staaten   | Great Woods Center for the Performing Arts |                              |
| 61                   | 7. Juni 1990         | Mansfield            | Vereinigte Staaten   | Great Woods Center for the Performing Arts |                              |
| 62                   | 8. Juni 1990         | Mansfield            | Vereinigte Staaten   | Great Woods Center for the Performing Arts |                              |
| 63                   | 9. Juni 1990         | Saratoga Springs     | Vereinigte Staaten   | Saratoga Performing Arts Center            |                              |
| 64                   | 11. Juni 1990        | Toronto              | Kanada               | SkyDome                                    |                              |
| 65                   | 12. Juni 1990        | Toronto              | Kanada               | SkyDome                                    |                              |
| 66                   | 14. Juni 1990        | Rosemont             | Vereinigte Staaten   | Rosemont Horizon                           |                              |
| 67                   | 15. Juni 1990        | Rosemont             | Vereinigte Staaten   | Rosemont Horizon                           |                              |
| 68                   | 16. Juni 1990        | Rosemont             | Vereinigte Staaten   | Rosemont Horizon                           |                              |
| 69                   | 17. Juni 1990        | Rosemont             | Vereinigte Staaten   | Rosemont Horizon                           |                              |
| 70                   | 20. Juni 1990        | Inglewood            | Vereinigte Staaten   | Great Western Forum                        |                              |
| 71                   | 21. Juni 1990        | Inglewood            | Vereinigte Staaten   | Great Western Forum                        |                              |
| 72                   | 23. Juni 1990        | Inglewood            | Vereinigte Staaten   | Great Western Forum                        |                              |
| 73                   | 24. Juni 1990        | Inglewood            | Vereinigte Staaten   | Great Western Forum                        |                              |
| 74                   | 25. Juni 1990        | Inglewood            | Vereinigte Staaten   | Great Western Forum                        |                              |
| Leg 4 – Europa       |                      |                      |                      |                                            |                              |
| xx                   | 30. Juni 1990        | Stevenage            | England              | Knebworth Park                             | Silver Clef Festival         |
| 75                   | 1. Juli 1990         | Edinburgh            | Schottland           | Royal Highland Centre                      |                              |
| 76                   | 3. Juli 1990         | Belfast              | Nordirland           | King's Hall                                |                              |
| 77                   | 4. Juli 1990         | Dublin               | Irland               | The Point Depot                            |                              |
| 78                   | 5. Juli 1990         | Dublin               | Irland               | The Point Depot                            |                              |
| 79                   | 7. Juli 1990         | Birmingham           | England              | National Exhibition Centre                 |                              |
| 80                   | 8. Juli 1990         | Birmingham           | England              | National Exhibition Centre                 |                              |
| 81                   | 9. Juli 1990         | Birmingham           | England              | National Exhibition Centre                 |                              |
| 82                   | 10. Juli 1990        | Birmingham           | England              | National Exhibition Centre                 |                              |
| 83                   | 12. Juli 1990        | Dortmund             | Deutschland          | Westfalenhalle                             |                              |
| 84                   | 13. Juli 1990        | Dortmund             | Deutschland          | Westfalenhalle                             |                              |
| 85                   | 14. Juli 1990        | Berlin               | Deutschland          | Waldbühne                                  |                              |
| 86                   | 15. Juli 1990        | Berlin               | Deutschland          | Waldbühne                                  |                              |
| 87                   | 17. Juli 1990        | Hannover             | Deutschland          | Niedersachsenstadion                       |                              |
| 88                   | 18. Juli 1990        | Hannover             | Deutschland          | Niedersachsenstadion                       |                              |
| Leg 5 – Nordamerika  |                      |                      |                      |                                            |                              |
| 89                   | 10. August 1990      | East Rutherford      | Vereinigte Staaten   | Brendan Byrne Arena                        |                              |
| 90                   | 11. August 1990      | East Rutherford      | Vereinigte Staaten   | Brendan Byrne Arena                        |                              |
| 91                   | 13. August 1990      | Montréal             | Kanada               | Forum                                      |                              |
| 92                   | 14. August 1990      | Montréal             | Kanada               | Forum                                      |                              |
| 93                   | 16. August 1990      | Auburn Hills         | Vereinigte Staaten   | Palace of Auburn Hills                     |                              |
| 94                   | 17. August 1990      | Auburn Hills         | Vereinigte Staaten   | Palace of Auburn Hills                     |                              |
| 95                   | 19. August 1990      | Richfield            | Vereinigte Staaten   | Coliseum                                   |                              |
| 96                   | 20. August 1990      | Richfield            | Vereinigte Staaten   | Coliseum                                   |                              |
| 97                   | 22. August 1990      | Philadelphia         | Vereinigte Staaten   | Spectrum                                   |                              |
| 98                   | 23. August 1990      | Philadelphia         | Vereinigte Staaten   | Spectrum                                   |                              |
| 99                   | 24. August 1990      | Philadelphia         | Vereinigte Staaten   | Spectrum                                   |                              |
| 100                  | 25. August 1990      | Philadelphia         | Vereinigte Staaten   | Spectrum                                   |                              |
| 101                  | 27. August 1990      | Landover             | Vereinigte Staaten   | Capital Center                             |                              |
| 102                  | 28. August 1990      | Landover             | Vereinigte Staaten   | Capital Center                             |                              |
| 103                  | 29. August 1990      | Burgettstown         | Vereinigte Staaten   | Coca-Cola Star Lake Amphitheater           |                              |
| 104                  | 30. August 1990      | Burgettstown         | Vereinigte Staaten   | Coca-Cola Star Lake Amphitheater           |                              |
| 105                  | 1. September 1990    | Chapel Hill          | Vereinigte Staaten   | Dean E. Smith Center                       |                              |
| 106                  | 2. September 1990    | Atlanta              | Vereinigte Staaten   | Coca-Cola Lakewood Amphitheater            |                              |
| 107                  | 3. September 1990    | Birmingham           | Vereinigte Staaten   | Birmingham-Jefferson Civic Center          |                              |
| 108                  | 4. September 1990    | Nashville            | Vereinigte Staaten   | Starwood Amphitheatre                      |                              |
| xx                   | 6. September 1990    | Universal City       | Vereinigte Staaten   | Universal Amphitheatre                     | MTV Video Music Awards 1990  |
| 109                  | 7. September 1990    | Houston              | Vereinigte Staaten   | The Summit                                 |                              |
| 110                  | 8. September 1990    | Dallas               | Vereinigte Staaten   | Coca-Cola Starplex Amphitheater            |                              |
| 111                  | 9. September 1990    | Dallas               | Vereinigte Staaten   | Coca-Cola Starplex Amphitheater            |                              |
| 112                  | 11. September 1990   | Denver               | Vereinigte Staaten   | McNichols Sports Arena                     |                              |
| 113                  | 13. September 1990   | Vancouver            | Kanada               | Pacific Coliseum                           |                              |
| 114                  | 14. September 1990   | Tacoma               | Vereinigte Staaten   | Tacoma Dome                                |                              |
| 115                  | 15. September 1990   | Tacoma               | Vereinigte Staaten   | Tacoma Dome                                |                              |
| 116                  | 17. September 1990   | Mountain View        | Vereinigte Staaten   | Shoreline Amphitheatre                     |                              |
| 117                  | 18. September 1990   | Mountain View        | Vereinigte Staaten   | Shoreline Amphitheatre                     |                              |
| 118                  | 19. September 1990   | Mountain View        | Vereinigte Staaten   | Shoreline Amphitheatre                     |                              |
| 119                  | 20. September 1990   | Sacramento           | Vereinigte Staaten   | ARCO Arena                                 |                              |
| 120                  | 22. September 1990   | Irvine               | Vereinigte Staaten   | Irvine Meadows Amphitheatre                |                              |
| 121                  | 23. September 1990   | Irvine               | Vereinigte Staaten   | Irvine Meadows Amphitheatre                |                              |
| 122                  | 24. September 1990   | Los Angeles          | Vereinigte Staaten   | Wiltern Theatre                            |                              |
| 123                  | 27. September 1990   | Upper Darby          | Vereinigte Staaten   | Tower Theatre                              |                              |
| 124                  | 28. September 1990   | New York City        | Vereinigte Staaten   | Madison Square Garden                      |                              |
| 125                  | 29. September 1990   | New York City        | Vereinigte Staaten   | Madison Square Garden                      |                              |
| 126                  | 1. Oktober 1990      | New York City        | Vereinigte Staaten   | Madison Square Garden                      |                              |
| 127                  | 2. Oktober 1990      | New York City        | Vereinigte Staaten   | Madison Square Garden                      |                              |

## Band
- Phil Collins: Gesang, Schlagzeug, Klavier
- Leland Sklar: Bass
- Chester Thompson: Schlagzeug, Percussion
- Daryl Stuermer: Gitarre
- Brad Cole: Keyboards, Vocoder
- Bridgette Bryant: Hintergrund-Gesang
- Arnold McCuller: Hintergrund-Gesang
- Fred White: Hintergrund-Gesang
- Don Myrick: Saxophon
- Louis "Lui Lui" Satterfield: Posaune
- Rahmlee Michael Davis: Trompete
- Harry Kim: Trompete